# Henrique I de Baden-Hachberg
Henrique I de Baden-Hachberg (em alemão:  Heinrich I. ; Ca. 1180 – 2 de julho de 1231) foi um nobre alemão pertencente à Casa de Zähringen, marquês de Verona e de Baden-Hachberg de 1190 até à sua morte.
Foi o primeiro membro da linha cadete de Baden-Hachberg

## Biografia
Henrique I era filho do marquês Hermano IV de Baden e de sua mulher Berta de Tubinga. O pai acompanhara o imperador Frederico I quer na campanha em Itália, quer na Terceira Cruzada. Viajara através da Ásia Menor até Antioquia, onde viria a falecer, no acampamento de doença em 1190.
Após a morte do pai, Baden foi dividido entre os dois filhos, tendo o mais velho, Hermano V, ficado com a Baden-Baden e o mais novo, Henrique I, com Baden-Hachberg.
Hermano V seguiu o imperador Frederico II em Itália, no Egipto (onde ficou cativo), na Quinta e na Sexta Cruzada.
Existem poucas fontes que fornecem informações sobre a vida de Henrique. Há uma referência à participação de Henrique num torneio de cavaleiros em 1197, de modo que o seu presumível ano de nascimento poderá ser por volta de 1180.
Ele foi o primeiro da linha cadete da Casa de Zähringen a intitular-se Marquês de Hachberg.
Em 1218, o imperador Frederico II atribuiu-lhe o condado de Brisgau como feudo, após o último conde, Bertoldo V de Zähringen, ter morrido sem descendência, já que a sua mulher, Inês, era sobrinha do falecido conde Bertoldo V. A disputa pelos direitos do condado de Brisgau levou à guerra com o Conde de Friburgo e só foi resolvida no tempo do seu filho e sucessor, Henrique II.
Henrique I morreu em 1231 sendo sucedido pelo seu filho mais velho, Henrique II que, na altura, ainda era menor pelo que ficou sob regência da mãe. Em 1232, foi adquirido o senhorio de Sausenberg à Abadia de St. Blasien, sendo pouco depois, construído o Castelo de Sausenburg, mencionado pela primeira vez em 1246.
Henrique I foi sepultado na igreja do Mosteiro de Tennenbach, fundado pela linhagem de Baden-Hachberg.

## Casamento e descendência
Henrique I casou-se com Inês, filha de conde Egino IV de Urach e de Inês de Zähringen (filha do conde Bertoldo IV de Zähringen), que foi regente do seu filho após a morte do marido em 1231. Deste casamento nasceram três filhos:
- Henrique II (Heinrich II.), († 1297/1298), que sucedeu ao pai como marquês de Baden-Hachberg;
- Werner (Werner), Cónego em Estrasburgo;
- Hermano (Hermann).